# Lorenzo Dallari
Lorenzo Dallari (Modena, 10 ottobre 1958) è un giornalista e scrittore italiano.
Esperto in particolare di pallavolo, ha lavorato a Telecapodistria, Telepiù e Sky Sport, di cui è stato per 15 anni vicedirettore; realizza dal 1992 l'almanacco Guida al Volley, oltre a libri sullo sport e più nello specifico sulla pallavolo. Dal 2019 è direttore editoriale della Lega Nazionale Professionisti Serie A, a cui dal 2023 affianca la direzione di Radio TV Serie A. 

## Biografia
Si è appassionato alla pallavolo fin dalla giovane età, quando ha iniziato a praticare questo sport alle scuole medie a San Martino in Rio, il paese emiliano dove è cresciuto. Ha esordito nell'allora Serie B nel campionato 1975-76 vestendo la maglia della Gramsci Reggio Emilia, con cui ha raggiunto la promozione in Serie A2 nel campionato 1979-80. Ha giocato per le successive due stagioni in A2 a Reggio Emilia, concludendo poi la carriera nei campionati minori per dedicarsi al giornalismo.
Ha iniziato a lavorare nel febbraio 1981 presso la televisione locale reggiana Retemilia, occupandosi fin dall'inizio di sport con telecronache e conduzione in studio, spaziando dal calcio alla pallacanestro, dalla pallavolo al rugby, dall'hockey su pista ai motori; in particolare ha curato le telecronache della Reggiana, della Nelsen, della Corradini e delle Cantine Riunite, commentando nel 1982 anche la promozione in Serie A2, grazie al successo sulla Necchi Pavia nello spareggio di Udine. Sono poi seguiti quattro anni nella televisione modenese Antenna 1, con il commento dei quattro scudetti consecutivi conquistati dalla Panini nel volley, quindi nel 1988 il passaggio importante a Telecapodistria per cui ha seguito i Giochi della XXIV Olimpiade di Seul, storico evento trasmesso per la prima volta in Italia in diretta 24 ore al giorno. A quel periodo risalgono la specializzazione nella pallavolo con l'ideazione di Supervolley, primo rotocalco dedicato a questa disciplina in televisione, i commenti dei campionati maschile e femminile, della nazionale italiana e del beach volley.
Da Telecapodistria è approdato nel 1991 alla neonata Telepiù, prima pay tv italiana, con la creazione delle trasmissioni Volleymania, Diretta Volley e Monday Night, diventando nel tempo vicecaporedattore, caporedattore e infine vicedirettore. Dal 2000 al 2003 ha pure svolto il ruolo di responsabile per l'acquisizione dei diritti sportivi. Dal 2003 al 2015 ha ricoperto il ruolo di vicedirettore di Sky Sport, con la responsabilità di tutti gli sport non calcistici: basket italiano, NBA, tennis, rugby, golf, wrestling e volley, con l'ideazione del progetto di un canale tematico sulla Coppa del Mondo 2011 di pallavolo e il commento, nel 2012, del canale dedicato al volley in occasione dei Giochi della XXX Olimpiade di Londra. Si è inoltre occupato di Formula 1 dal 2007 al 2010, ideando per Sky il format dello studio live nel paddock. Da marzo ad agosto 2019 ha realizzato e condotto la trasmissione Golfmania in onda su Sportitalia.
Da agosto 2019 è direttore editoriale della Lega Nazionale Professionisti Serie A. Per la stessa Lega è inoltre direttore di Radio TV Serie A, dall'agosto 2023, e del Festival della Serie A, dal febbraio 2024. 
Per la carta stampata, è stato direttore della rivista pallavolistica PV dal 1993 al 2001. Sul web, dal 2004 gestisce il sito tematico DallariVolley; collabora inoltre con OA Sport. Dal 2000 al 2019 ha condotto il Premio Reverberi a Quattro Castella, in provincia di Reggio Emilia, in occasione degli Oscar del Basket. Dal 2017 al 2023 ha presentato il Premio Fair Play, prima a Castiglion Fiorentino e poi a Fiesole.

## Opere
- “Guida al Volley”, dedicata all’intero panorama pallavolistico italiano e internazionale (dal 1992).
- “Bob Morse”, I libri dei Giganti - Forte Editore - 1986.
- “La leggenda d’oro” i successi della nazionale italiana maschile di pallavolo - Alpiedit - 1999.
- “Il grande volley”, prima edizione, la stagione 2004-05 della pallavolo maschile italiana - Complemento Oggetto - 2005.
- “Il grande volley”, seconda edizione, la stagione 2005-06 della pallavolo maschile italiana - Complemento Oggetto - 2006.
- “...spettacolari!”, i primi 20 anni della Lega Pallavolo Serie A maschile - 2007.
- “Tecnica e tattica nelle fasi di ricezione-attacco” con Massimo Barbolini - Complemento Oggetto - 2011.
- “Vademecum del palleggiatore” Ferdinando “Fefè” De Giorgi - Complemento Oggetto - 2012.
- “Il sogno azzurro”, la storia della nazionale femminile di pallavolo - Complemento Oggetto - 2014.
- “La leggenda azzurra”, la storia della nazionale maschile di pallavolo - Complemento Oggetto - 2015.
- “Un magico triplete”, la stagione 2015-16 della pallavolo maschile italiana - Complemento Oggetto - 2016.
- “Una splendida doppietta”, la stagione 2016-17 della pallavolo maschile italiana - Complemento Oggetto - 2017.
- “L'ultimo dei miei eroi” con Mario Zaninelli, la carriera di Pino Brumatti - Sport&Passione - 2017.
- “I primi 30 anni della Lega Pallavolo Serie A Maschile” - 2018.
- “Confidenze sottorete"- Faccia a faccia con i campioni del volley durante il lockdown” - Complemento Oggetto - 2020.
- “La storia della pallavolo” - Complemento Oggetto - 2023.